# أياكو أوهارا (عازفة بيانو)
أياكو أوهارا (باليابانية: 上原彩子؛ بالكانا: うえはら あやこ) هي عازفة بيانو يابانية، ولدت في 30 يوليو 1980 في تاكاماتسو في اليابان.

## وصلات خارجية
- أياكو أوهارا على موقع ميوزك برينز (الإنجليزية)
- أياكو أوهارا على موقع أول ميوزيك (الإنجليزية)
- أياكو أوهارا على موقع ديسكوغز (الإنجليزية)